# Larry Poindexter
Larry Poindexter (Dallas, 16 dicembre 1959) è un attore statunitense.

## Carriera
È conosciuto per il suo ruolo del capitano Tom Fuller della polizia di Los Angeles nel film del 2003 S.W.A.T. - Squadra speciale anticrimine.
Ha recitato nella soap opera della ABC General Hospital nei panni di Asher Thomas, nel 2005, successivamente il suo personaggio fu ucciso da Jason Morgan (Steve Burton) dopo aver ucciso A.J. Quartermaine (Billy Warlock) e Rachel Adair (Amy Grabow). Il suo personaggio in General Hospital era controverso, poiché il suo passato era una ricostruzione della storia di Jason e AJ. Ha avuto un ruolo ricorrente nella terza stagione di JAG - Avvocati in divisa, nei panni del condannato avvocato/partner del maggiore Sarah "Mac" MacKenzie (Catherine Bell). È apparso nelle soap opera Santa Barbara, Il tempo della nostra vita ed è stato un ospite frequente nello show di MTV Just Say Julie. Ha recitato in prodotti televisivi come In viaggio nel tempo, How I Met Your Mother e Friends. Nella serie Blade - La serie ha vestito i panni dell'agente dell'FBI Ray Collins.

## Vita privata
Suo padre, H. R. Poindexter, è uno scenografo e designer vincitore del Tony Award. Sua moglie è Carol Kritzer, direttrice del casting, che ha sposato nel 2002. La coppia ha due gemelli.

## Filmografia parziale

### Cinema
- Invaders, regia di Tobe Hooper (1986)
- Guerriero americano 2 - La sfida (American Ninja 2: The Confrontation), regia di Sam Firstenberg (1987)
- S.W.A.T. - Squadra speciale anticrimine (S.W.A.T.), regia di Clark Johnson (2003)
- Material Girls, regia di Martha Coolidge (2006)
- 17 Again - Ritorno al liceo (17 Again), regia di Burr Steers (2009)

### Televisione
- CHiPs – serie TV, un episodio (1983)
- Happy Days – serie TV, un episodio (1983)
- L'albero delle mele (The Fact of Life) – serie TV, un episodio (1983)
- Il tempo della nostra vita (Days of Our Lives) – serie TV, 30 episodi (1984-2018)
- Hotel – serie TV, un episodio (1984)
- Crazy Like a Fox – serie TV, un episodio (1985)
- Il mio amico Ricky (Silver Spoons) – serie TV, un episodio (1985)
- Genitori in blue jeans (Growing Pains) – serie TV, un episodio (1986)
- Ai confini della realtà (The Twilight Zone) – serie TV, un episodio (1986)
- Santa Barbara – serie TV, 23 episodi (1986)
- Troppo forte! (Sledge Hammer!) – serie TV, un episodio (1987)
- Duetto (Duet) – serie TV, 7 episodi (1987-1988)
- Just Say Julie – serie TV, (1989)
- In viaggio nel tempo (Quantum Leap) – serie TV, un episodio (1989)
- Vietnam addio (Tour of Duty) – serie TV, un episodio (1989)
- ALF – serie TV, un episodio (1990)
- Melrose Place – serie TV, 2 episodi (1993)
- Murphy Brown – serie TV, un episodio (1993)
- Harry e gli Henderson (Harry and the Hendersons) – serie TV, un episodio (1993)
- Sisters – serie TV, un episodio (1994)
- Ellen – serie TV, un episodio (1994)
- Cinque in famiglia (Party of Five) – serie TV, 2 episodi (1994-1996)
- Due poliziotti a Palm Beach (Silk Stalkings) – serie TV, un episodio (1994)
- Friends – serie TV, un episodio (1995)
- Hope & Gloria – serie TV, 4 episodi (1995-1996)
- Too Something – serie TV, 22 episodi (1995-1996)
- Kirk – serie TV, un episodio (1996)
- The Naked Truth – serie TV, un episodio (1996)
- Lois & Clark - Le nuove avventure di Superman (Lois & Clark: The New Adventures of Superman) – serie TV, 2 episodi (1996)
- Pacific Blue – serie TV, un episodio (1996)
- Spy Game – serie TV, un episodio (1997)
- Rewind – serie TV, (1977)
- JAG - Avvocati in divisa (JAG) – serie TV, 7 episodi (1997-1998)
- Questione di stile (Style and Substance) – serie TV, un episodio (1998)
- Ultime dal cielo (Early Edition) – serie TV, un episodio (1999)
- Zoe, Duncan, Jack & Jane – serie TV, un episodio (1999)
- Vi presento Dorothy Dandridge (Introducing Dorothy Dandridge), regia di Martha Coolidge – film TV (1999)
- Becker – serie TV, un episodio (1999)
- Spie (Snoops) – serie TV, un episodio (1999)
- Popular – serie TV, un episodio (2000)
- V.I.P. – serie TV, un episodio (2000)
- Sabrina, vita da strega (Sabrina, the Teenage Witch) – serie TV, un episodio (2001)
- In tribunale con Lynn (Family Law) – serie TV, un episodio (2001)
- FreakyLinks – serie TV, un episodio (2001)
- The Agency – serie TV, un episodio (2002)
- Roswell – serie TV, un episodio (2002)
- Push, Nevada – serie TV, 5 episodi (2002)
- The Division – serie TV, 2 episodi (2003)
- Nip/Tuck – serie TV, un episodio (2004)
- CSI - Scena del crimine – serie TV, 3 episodi (2004-2012)
- Giudice Amy (Judging Amy) – serie TV, un episodio (2004)
- Will & Grace – serie TV, un episodio (2004)
- NYPD - New York Police Department (NYPD Blue) – serie TV, 2 episodi (2004)
- General Hospital – serie TV, 12 episodi (2005)
- Bones – serie TV, 2 episodi (2005-2013)
- CSI: NY – serie TV, un episodio (2005)
- Las Vegas – serie TV, un episodio (2006)
- Crossing Jordan – serie TV, un episodio (2006)
- Standoff – serie TV, un episodio (2006)
- Blade - La serie (Blade: The Series) – serie TV, 8 episodi (2006)
- Life – serie TV, un episodio (2007)
- Big Shots – serie TV, un episodio (2007)
- Weeds – serie TV, un episodio (2007)
- Senza traccia (Without a Trace) – serie TV, un episodio (2007)
- CSI: Miami – serie TV, un episodio (2008)
- How I Met Your Mother – serie TV, un episodio (2010)
- Supernatural – serie TV, un episodio (2010)
- Miami Medical – serie TV, un episodio (2010)
- Hard Times - Tempi duri per RJ Berger (The Hard Times of RJ Berger) – serie TV, 20 episodi (2010-2011)
- Californication – serie TV, 2 episodi (2011)
- Rizzoli & Isles – serie TV, un episodio (2011)
- Drop Dead Diva – serie TV, un episodio (2011)
- Franklin & Bash – serie TV, un episodio (2012)
- Hawaii Five-0 – serie TV, un episodio (2013)
- Castle – serie TV, un episodio (2014)
- Scandal – serie TV, un episodio (2014)
- Summer Camp – serie TV, un episodio (2016)
- Major Crimes – serie TV, un episodio (2016)
- Secrets and Lies – serie TV, un episodio (2016)
- Outcast – serie TV, 2 episodi (2017)
- K.C. Agente Segreto (K.C. Undercover) – serie TV, un episodio (2017)
- Ten Days in the Valley – serie TV, un episodio (2017)
- Heathers – serie TV, un episodio (2018)
- S.W.A.T.  – serie TV, un episodio (2019)
- NCIS - Unità anticrimine (NCIS) – serie TV, un episodio (2019)
- The Rookie – serie TV, episodio 6x03 (2024)
- 9-1-1 - serie TV, episodi 8x2 e 8x3 (2024)

## Doppiatori italiani
Nelle versioni in italiano delle opere in cui ha recitato, Larry Poindexter è stato doppiato da:
- Antonio Sanna in S.W.A.T. - Squadra speciale anticrimine, Supernatural, Criminal Minds
- Stefano Santerini in Castle, Station 19
- Francesco Caruso Cardelli in Santa Barbara
- Mauro Gravina in ALF
- Roberto Draghetti in Roswell
- Claudio Moneta in Nip/Tuck
- Massimo Rinaldi in Bones (ep. 1x01)
- Vittorio Guerrieri in Bones (ep. 8x13)
- Teo Bellia in CSI: NY
- Sergio Di Stefano in Blade - La serie
- Saverio Indrio in Weeds
- Massimiliano Lotti in How I Met Your Mother
- Enrico Di Troia in Rizzoli & Isles
- Davide Marzi in CSI - Scena del crimine (ep. 11x15)
- Massimiliano Virgilii in CSI - Scena del crimine (ep. 12x20)
- Gianni Giuliano in Hawaii Five-0
- Enzo Avolio in Perception
- Riccardo Forte in Scandal
- Sacha Pilara in Major Crimes
- Roberto Fidecaro in K.C. Agente Segreto
- Vladimiro Conti in S.W.A.T.
- Stefano Starna in 9-1-1
- Oliviero Cappellini in The Rookie
- Gianluca Iacono in Vi presento Dorothy Dandridge (ridoppiaggio)